# Вальерг
Валье́рг (фр. Valiergues, окс. Valhergas) — коммуна во Франции, находится в регионе Лимузен. Департамент — Коррез. Входит в состав кантона Юссель-Эст. Округ коммуны — Юссель.
Код INSEE коммуны — 19277.
Коммуна расположена приблизительно в 380 км к югу от Парижа, в 95 км юго-восточнее Лиможа, в 50 км к северо-востоку от Тюля.

## Население
Население коммуны на 2008 год составляло 143 человека.
| 1962 | 1968 | 1975 | 1982 | 1990 | 1999 | 2008 |
| ---- | ---- | ---- | ---- | ---- | ---- | ---- |
| 83   | 106  | 109  | 120  | 124  | 121  | 143  |

## Администрация
| Период | Период | Фамилия        | Партия                    | Примечания |
| ------ | ------ | -------------- | ------------------------- | ---------- |
| 2001   | 2008   | Дени Эмар      |                           |            |
| 2008   |        | Даниель Дельпи | Союз за народное движение |            |

## Экономика
В 2007 году среди 90 человек в трудоспособном возрасте (15-64 лет) 68 были экономически активными, 22 — неактивными (показатель активности — 75,6 %, в 1999 году было 68,5 %). Из 68 активных работали 62 человека (35 мужчин и 27 женщин), безработных было 6 (3 мужчин и 3 женщины). Среди 22 неактивных 5 человек были учениками или студентами, 10 — пенсионерами, 7 были неактивными по другим причинам.

## Фотогалерея

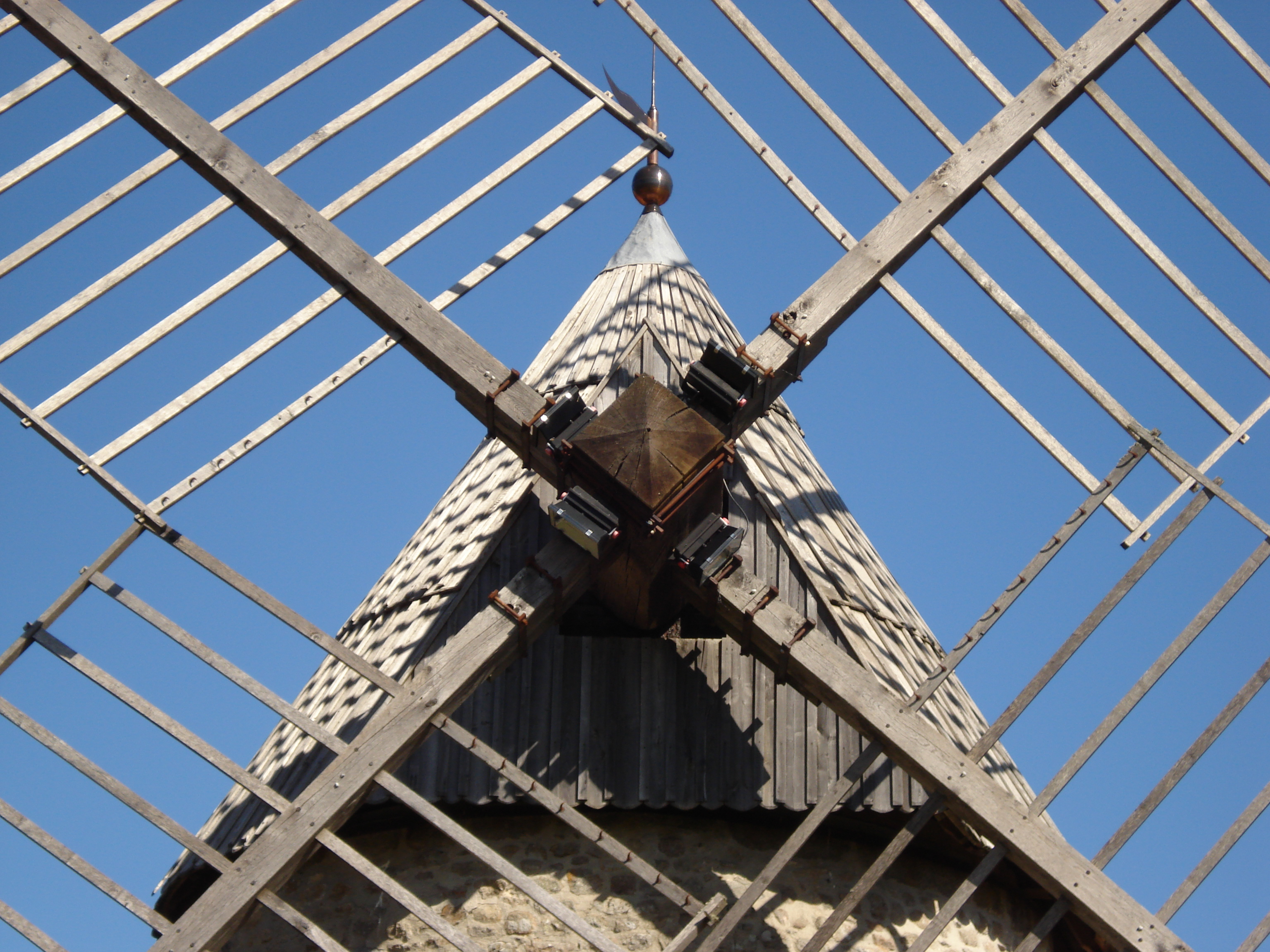
Мельница
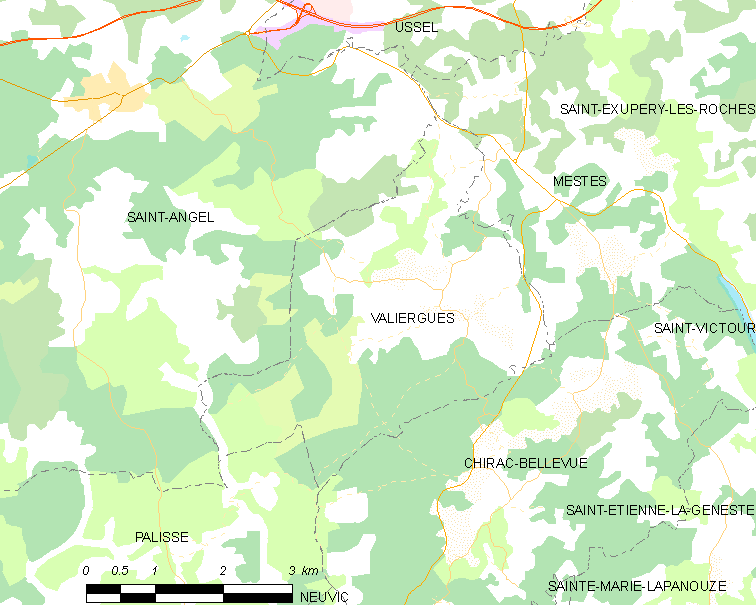
Карта коммуны